# Atom Bank
Atom Bank est une banque britannique exclusivement en ligne, basée uniquement sur une interface mobile. Son siège est situé à Durham dans le Nord-Est de l'Angleterre, avec environ 250 employés.

## Histoire
Atom Bank acquiert une licence bancaire en juin 2015. Elle est lancée sur invitation en avril 2016, puis ouverte au grand public en octobre 2016. En décembre 2016, elle lève 135 millions de livres de fonds ; BBVA détient alors une participation de 29,5 % dans la banque. L'investissement total de la banque espagnole est de 74 millions de livres après une seconde levée de fonds en mars 2017.
En juin 2017, après avoir initialement eu pour projet de lancer son compte courant en 2017, Atom Bank annonce un report pour au mieux 2018. En parallèle, elle annonce gérer des dépôts et des prêts pour un montant de l'ordre de 500 millions de livres.